# Cortinarius percomis
Cortinarius percomis (Elias Magnus Fries, 1838) din încrengătura Basidiomycota, în familia Cortinariaceae și de genul Cortinarius, este o ciupercă comestibilă regional destul de răspândită, fiind un simbiont micoriza (formează micorize pe rădăcinile arborilor). O denumire populară nu este cunoscută. În România, Basarabia și Bucovina de Nord trăiește, de la câmpie la munte, în grupuri mai mici pe sol umed și calcaros, în păduri de conifere și în cele mixte sub brazi, molizi și pini, nu rar pe mușchi. Timpul apariției este din august până în octombrie (noiembrie).

## Taxonomie

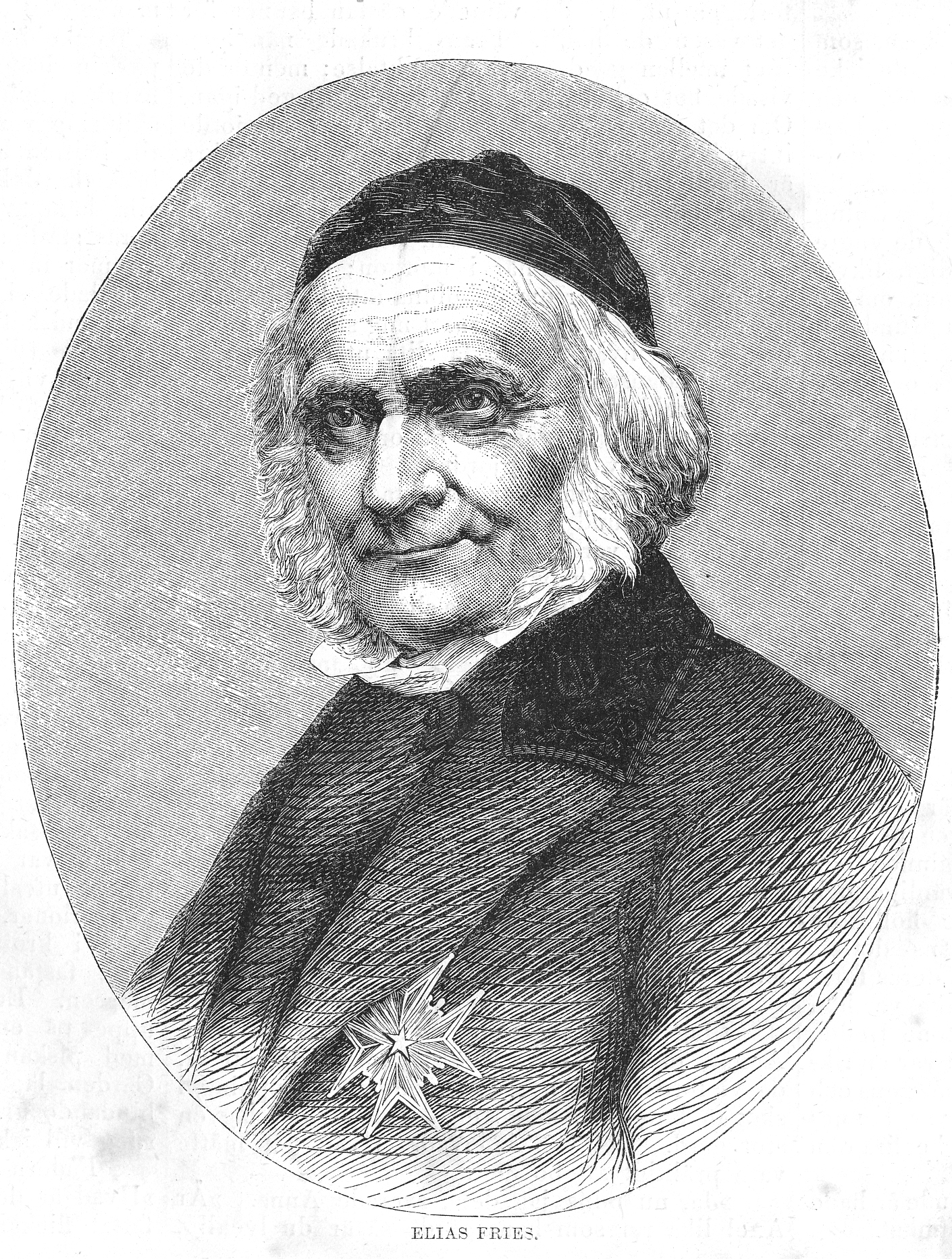
Elias Fries

Numele binomial Cortinarius percomis a fost determinat de renumitul savant Elias Magnus Fries, de verificat în cartea sa Epicrisis systematis mycologici, seu synopsis hymenomycetum din 1838, fiind și numele curent valabil (2022).
Numele Phlegmacium percome creat de micologii finlandezi Niskanen & Liimat. în 2022, o sancționare a taxonului lui Axel Gudbrand Blytt (1843-1898) din 1905 (postum), unui micolog norvegian, bazând pe denumirea lui Fries, este un sinonim obligatoriu. Mai mult, în momentul de față se năzuiește spre determinarea nouă a speciei, cu toate că termenul Phlegmacium este stabilit drept subgen al genului Cortinarius. Alte încercări de redenumire nu au fost efectuate.
Epitetul specific este derivat din cuvântul latin (latină percomis=peste măsură de drăguț, atrăgător), datorită aspectului.

## Descriere

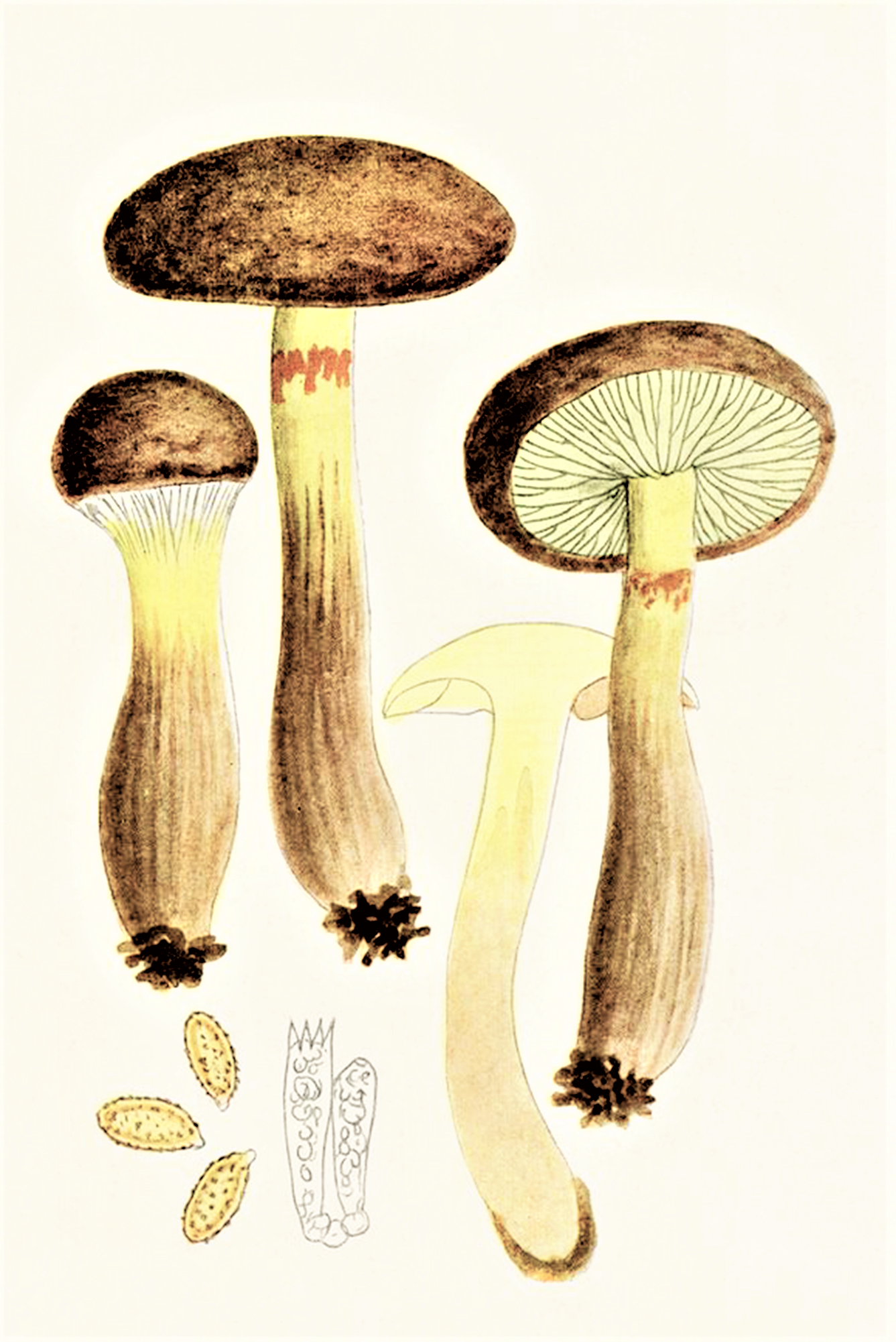
Bres.: Cortinarius percomis

- Pălăria: fermă și cărnoasă cu un diametru între 5-10 (13)  cm este la început boltită emisferic cu marginea nestriată răsucită înspre interior, dar se întinde apoi, rămânând de obicei frumos convexă pentru mult timp. De abia la bătrânețe devine neregulat ondulată cu marginea răsucite în sus. Cuticula complet separabilă este netedă, golașă, unsuroasă până slinoasă, la umezeală chiar cleioasă. Coloritul se prezintă de obicei în diverse variații de galben, dar poate fi și galben-maroniu în primul rând la bătrânețe, marginea fiind atunci în regulă mai deschisă.
- Lamelele: sunt subțiri, destul de aglomerate, cu lameluțe de lungime diferită precum aderate puțin bombat la picior, fiind acoperite în tinerețe de o cortină alb-gălbuie, formată din fibre foarte fine ca păienjeniș. Coloritul este inițial galben, apoi galben-verzui până galben-măsliniu și în sfârșit brun de scorțișoară. Muchiile ceva mai deschise sunt adesea crenate fin.
- Piciorul:  de 5-10 (12) cm lungime și 1- 2 cm grosime este tare și destul de gros, cilindric până slab clavat, spre bază ceva îngroșat și plin pe dinăuntru. Prezintă o zonă inelară insinuată cu nuanțe maronii, fiind în sus de ea brumat în stadiu mai tânăr. Coloritul gălbui, parțial și albicios este suprafibrat galben-verzui (resturi ale vălului) care se întunecă de la bază spre vârf cu maturarea.
- Carnea: cărnoasă și destul de compactă, deschis gălbuie până galben portocalie și în picior galbenă ca sulful se decolorează după tăiere roșior. Mirosul destul de pronunțat diferă: el poate fi ca de maghiran, de muscat sau fructuos de mandarine, chiar și slab de Apă de Colonia, devenind la bătrânețe puțind, ca o „cârpă veche de bucătărie”. Gustul este blând.[3][4]
- Caracteristici microscopice: are spori ocru-gălbui, sub-elipsoidali, în formă de migdale cu un apicol, moderat verucoși, apical mai grosieri, măsurând 10-12 x (5) 6-7 microni. Pulberea lor este brun de scorțișoară. Basidiile clavate cu 4 sterigme fiecare au o dimensiune de 30-35 x 7-9 microni. Pileocistidele (elemente sterile de pe suprafața pălăriei) cu cleme sunt cilindrice, septate, filamentoase, gelificate, cu hife amestecate până la 8 µm fin încrustate. Cheilocistidele (elemente sterile situate pe muchia lamelor) sunt nediferențiate, asemănătoare basdiolelor, însă pleurocistidele (elemente sterile situate în himenul de pe fețele lamelor) lipsesc.[9][10]
- Reacții chimice: carnea se decolorează cu hidroxid de potasiu de 40%  de-a rândul ocru-brun, roșu de zmeură și purpuriu, cuticula palid verde-măsliniu, și baza sângeriu, carnea cu sulfat de fier verzui și cu tinctură de Guaiacum într-o  reacție tardivă verde pal.[11][12]

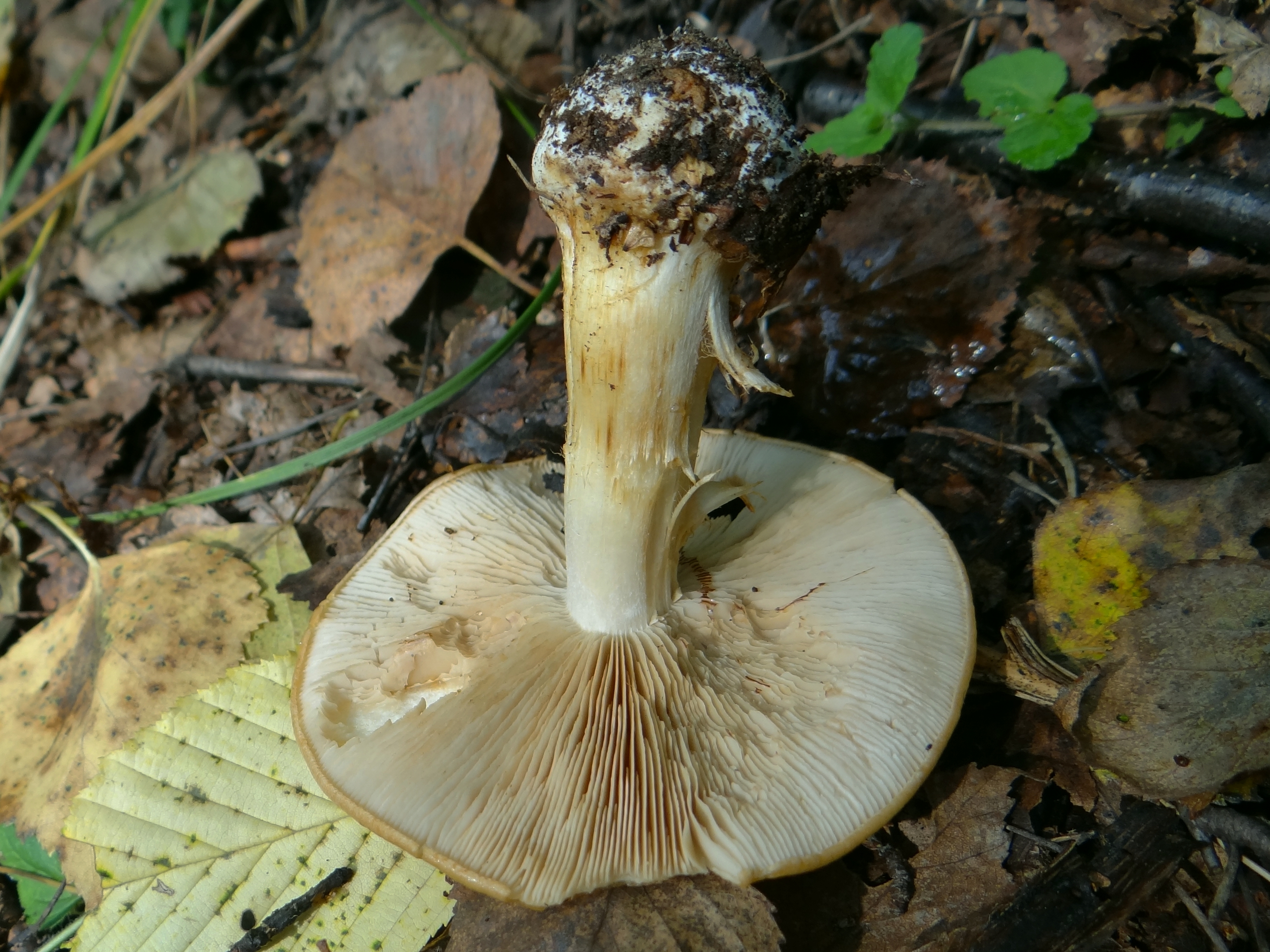
C. percomis, lamele și picior
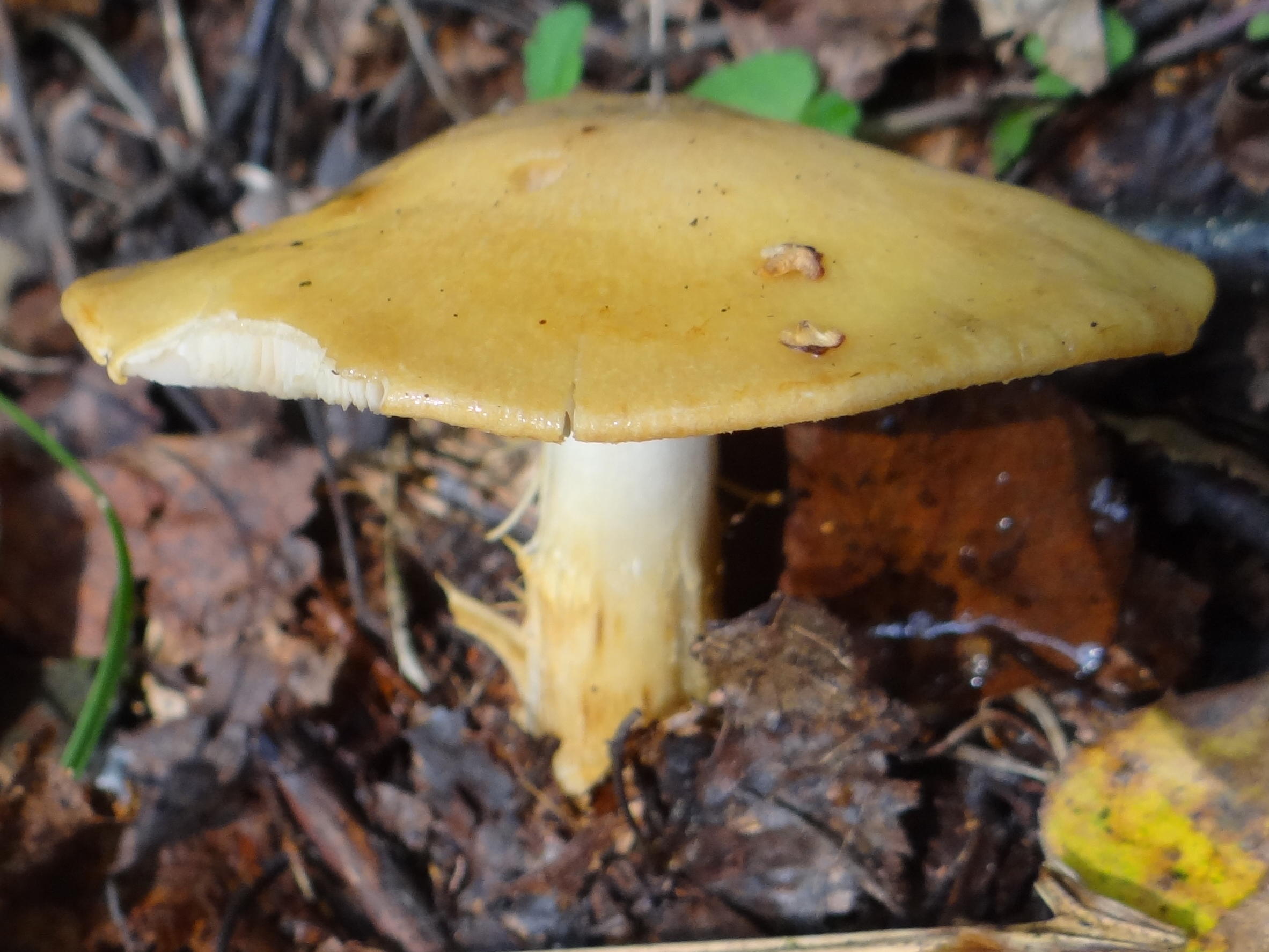
C. percomis, aspect lateral
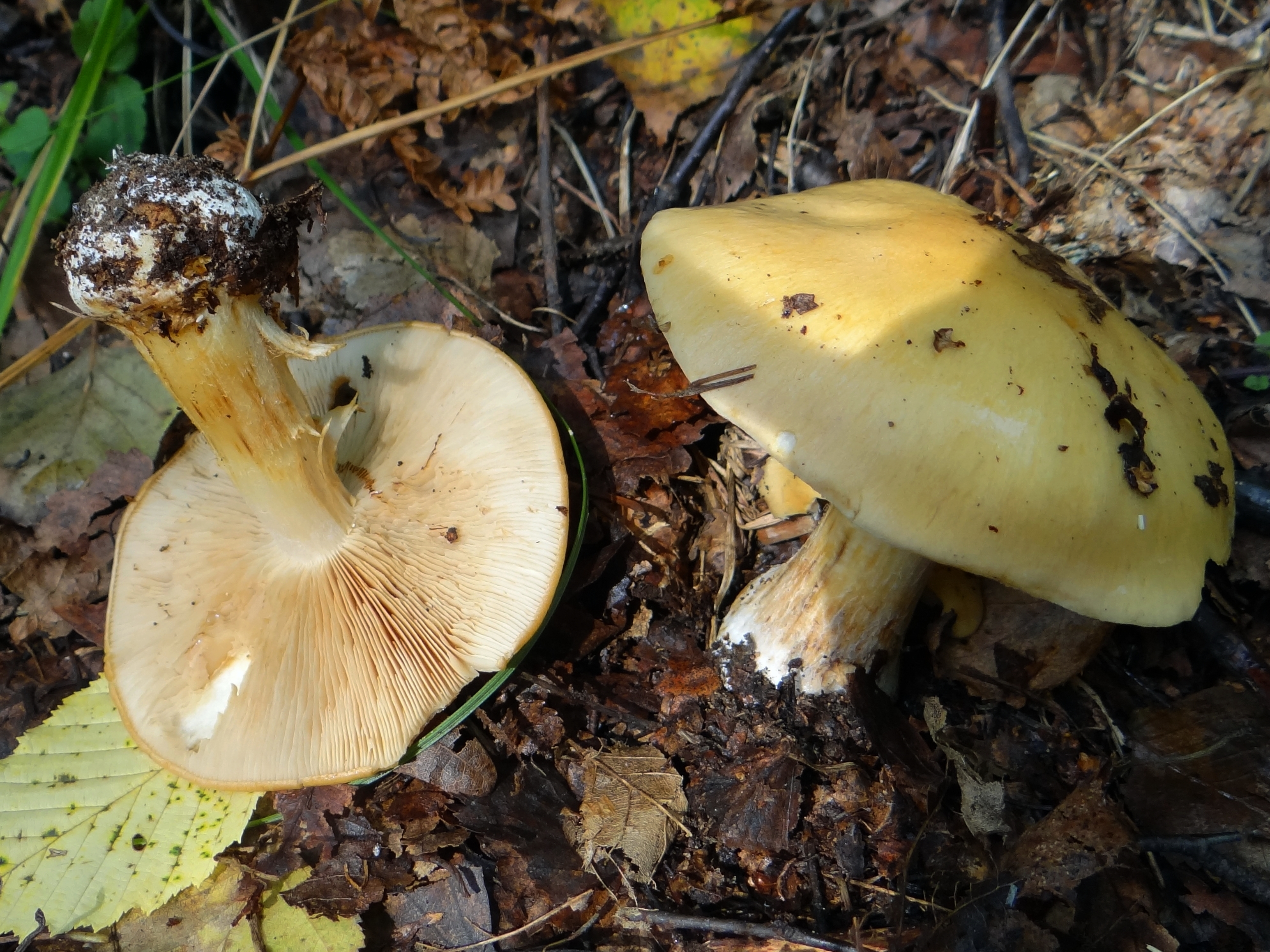
C. percomis  mai tineri

## Confuzii
Dacă nu se dă seama de mirosul destul de marcant, specia poate fi confundată de exemplu cu: Cortinarius allutus, (comestibil, miros de miere, gust blând), Cortinarius anomalus (comestibil, de valoare scăzută), Cortinarius balteatus (comestibil), Cortinarius caperatus sin. Rozizes caperata (comestibil), Cortinarius crassus (comestibil), Cortinarius elegantissimus (otrăvitor), Cortinarius meinhardii sin. Cortinarius vitellinus (letal), Cortinarius mucosus (comestibil), Cortinarius multiformis (comestibil, lamele inițial albicioase, apoi cenușii până la maroniu-roșcate și piciorul inițial albicios, apoi ocru deschis), Cortinarius mussivus sin. Cortinarius russeoides (necomestibil), Cortinarius nanceiensis (necomestibil), Cortinarius odorifer (comestibil, cu un miros de anason), Cortinarius olidus (necomestibil), Cortinarius saginus (comestibil), Cortinarius splendens (posibil letal, carne galbenă), Cortinarius talus (comestibil), Cortinarius triformis, Cortinarius triumphans sin. Cortinarius crocolitus (comestibil) sau Cortinarius varius (comestibil).

## Specii asemănătoare în imagini

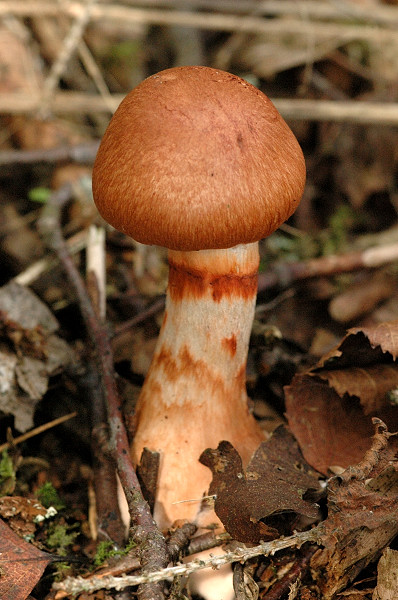
Cortinarius allutus
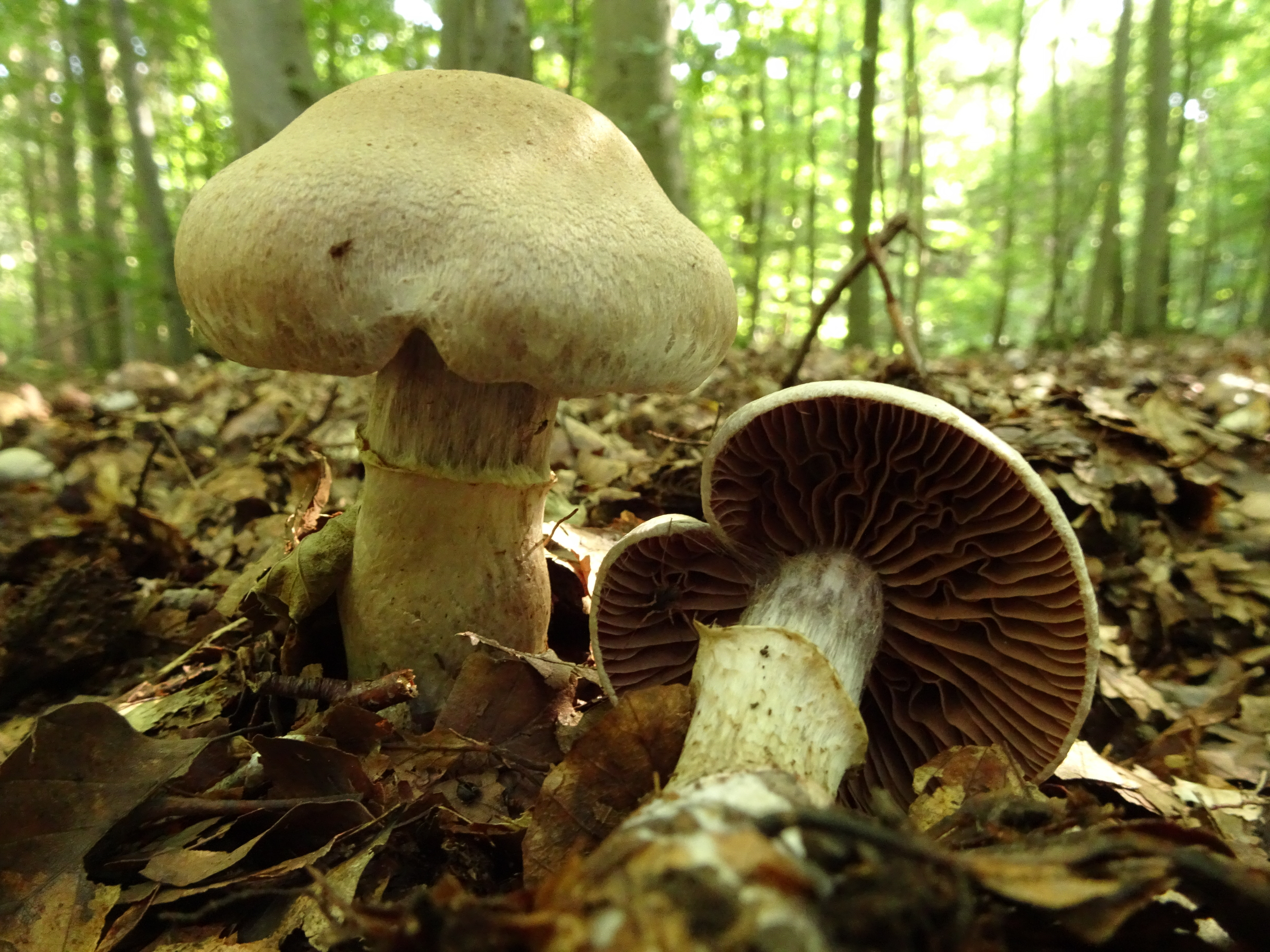
Cortinarius anomalus
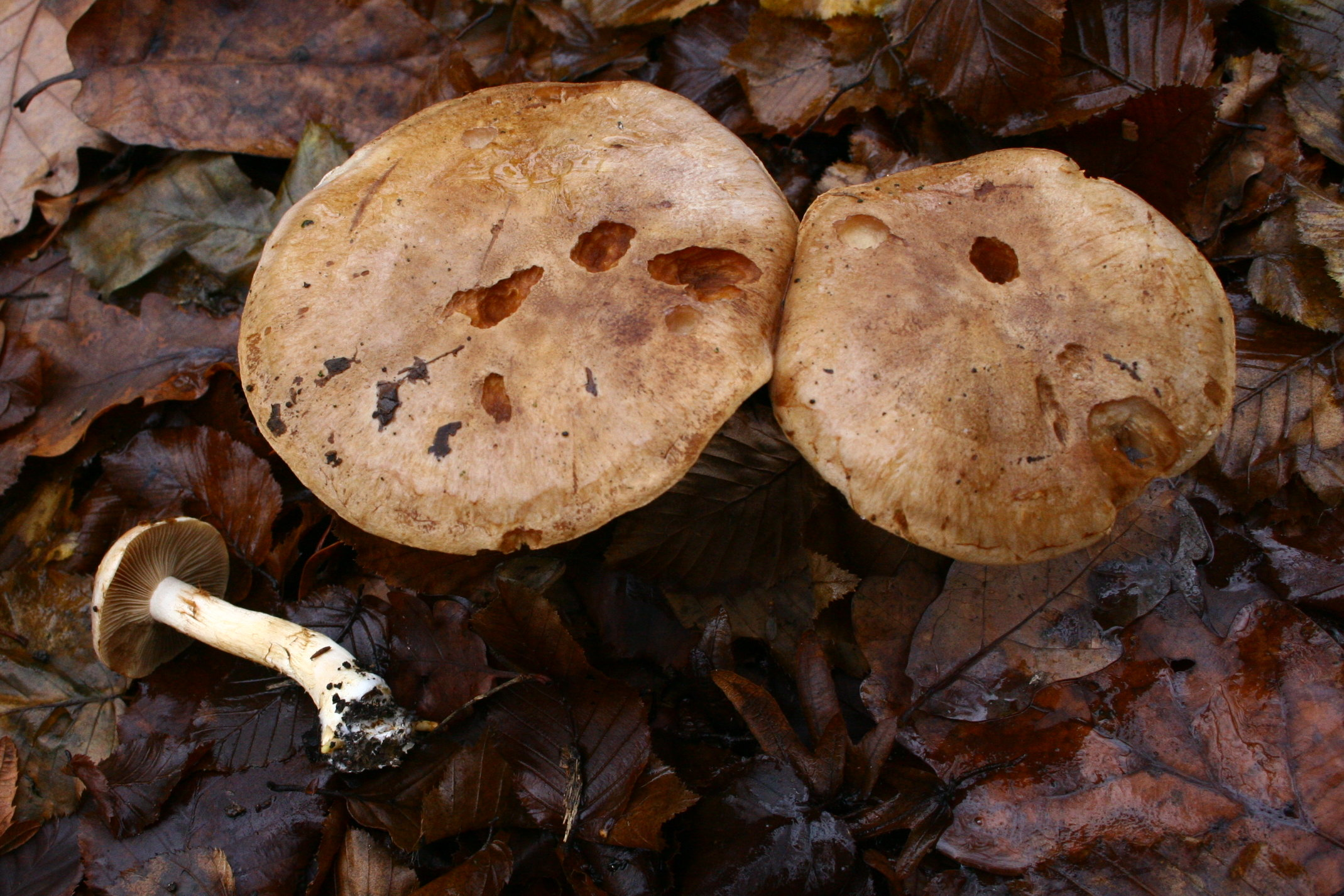
Cortinarius balteatus
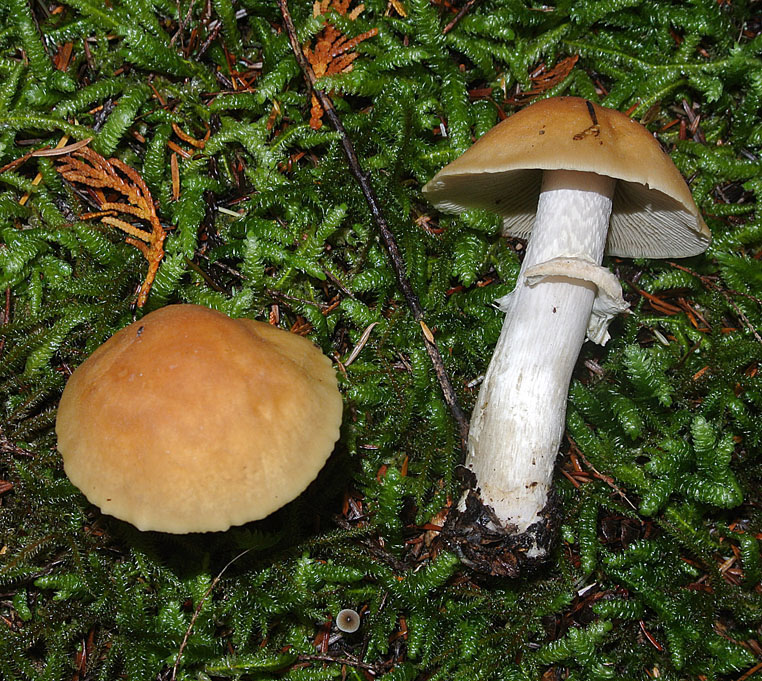
Cortinarius caperatus sin. Rozizes caperata
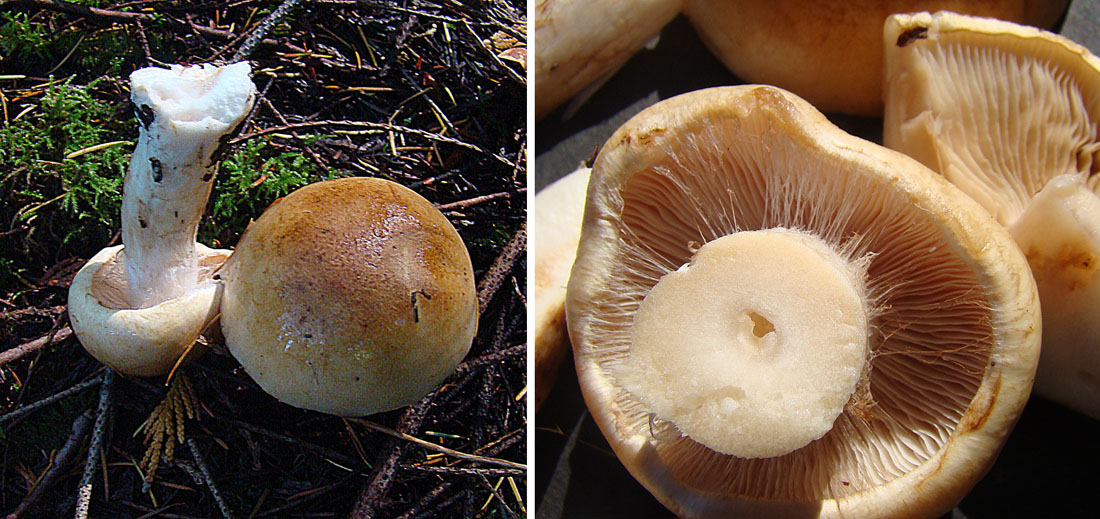
Cortinarius crassus

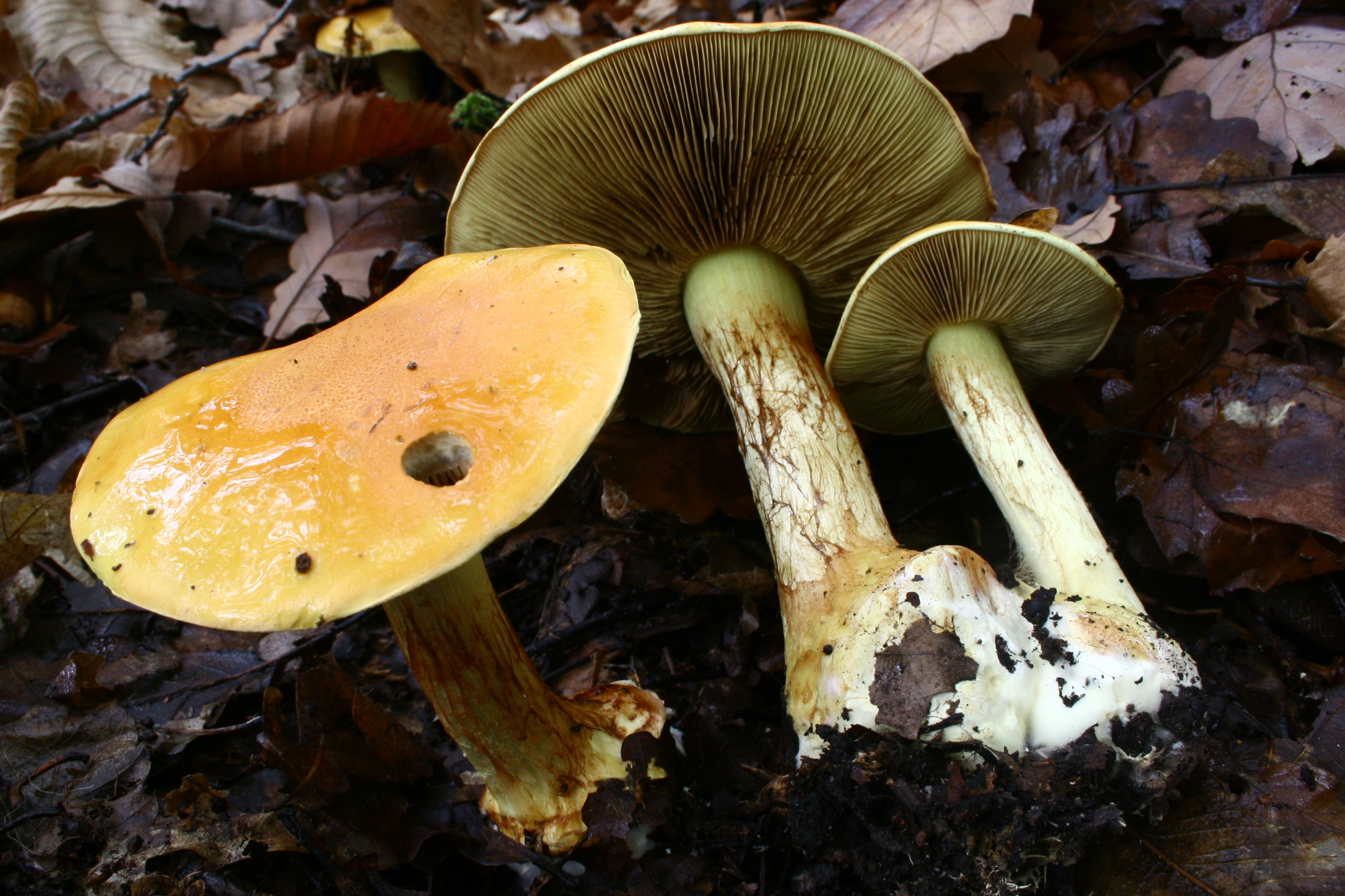
!!Cortinarius elegantissimus!!
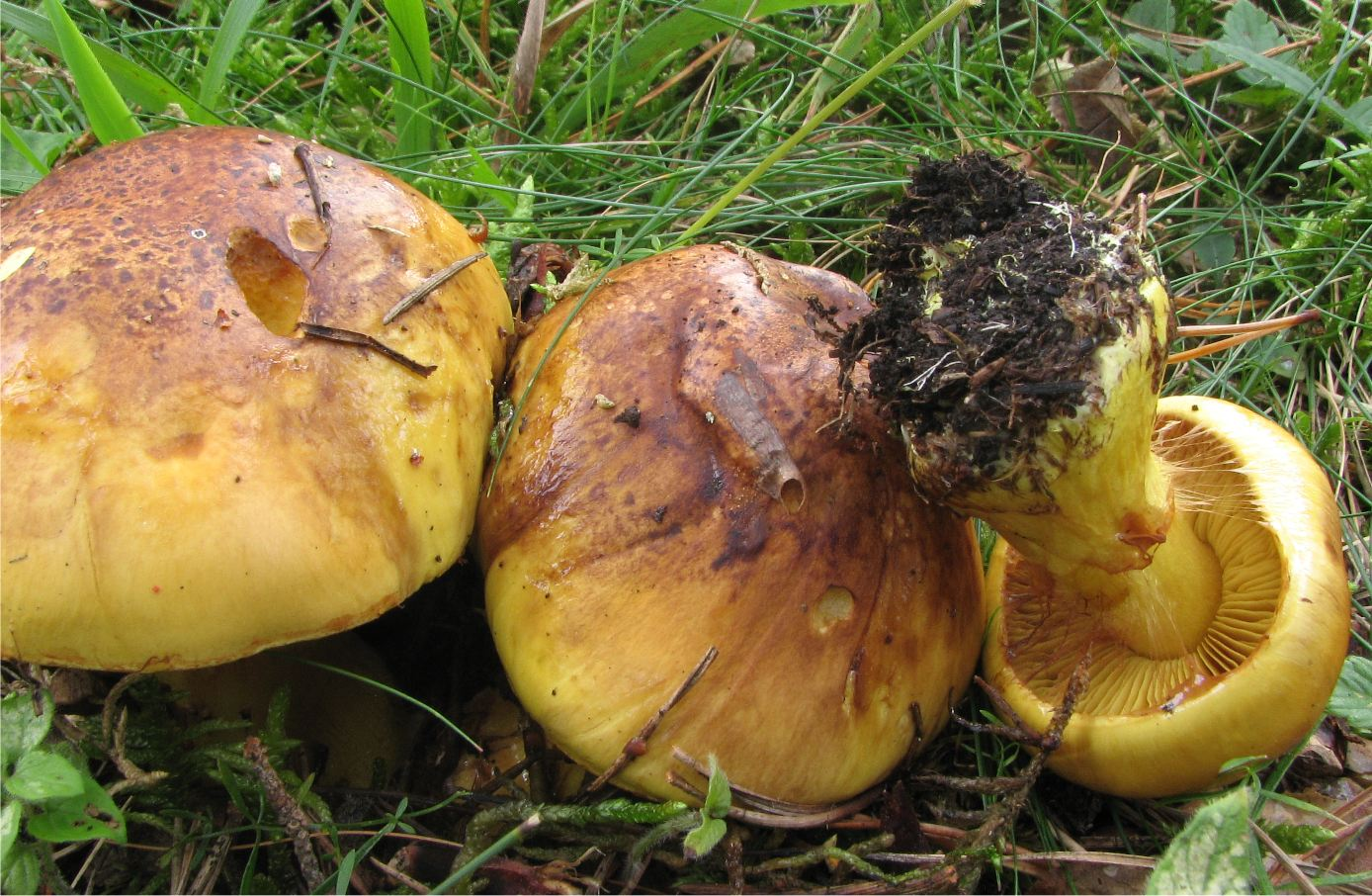
!!!Cortinarius meinhardii!!!
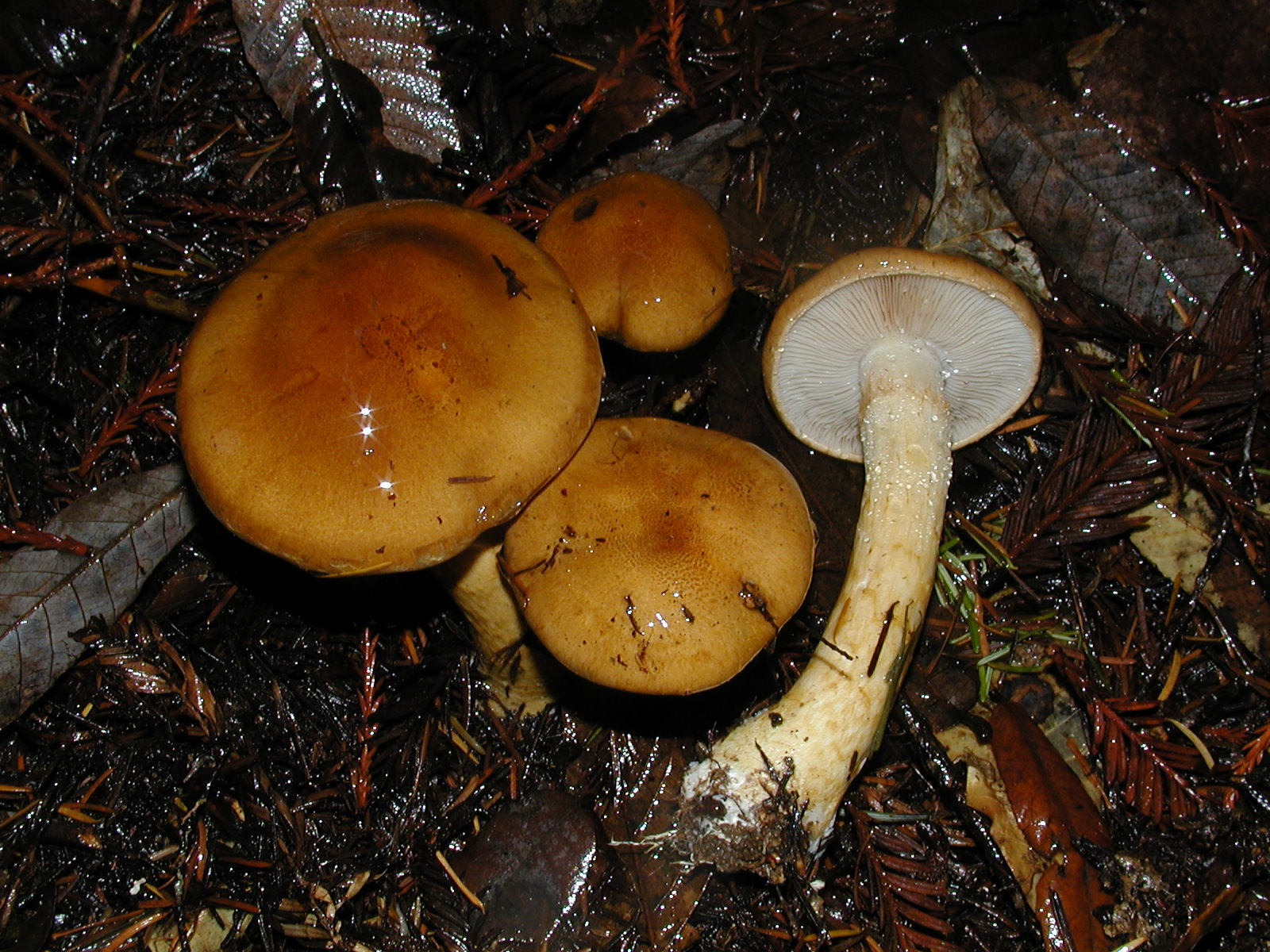
Cortinarius mucosus
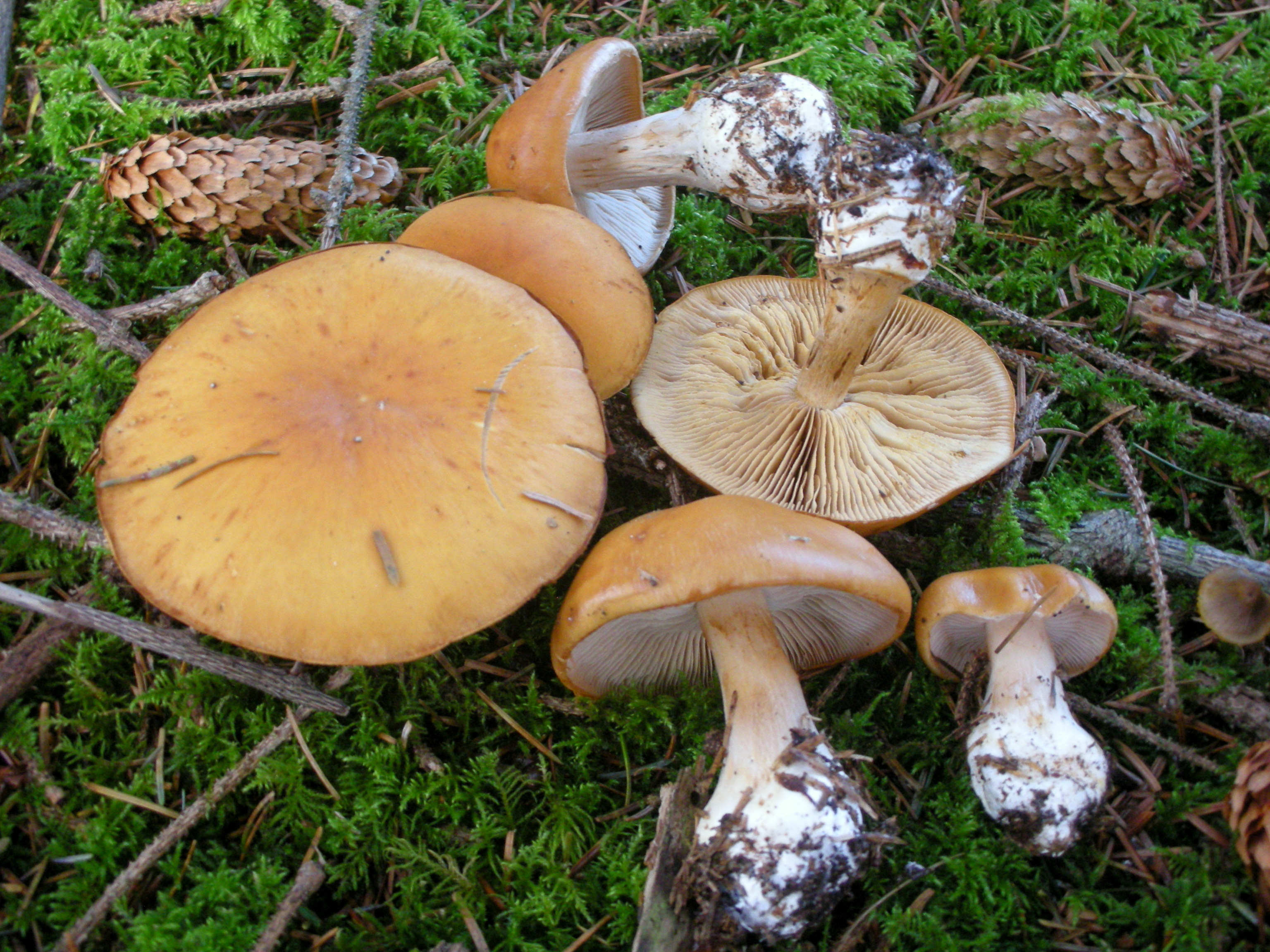
Cortinarius multiformis
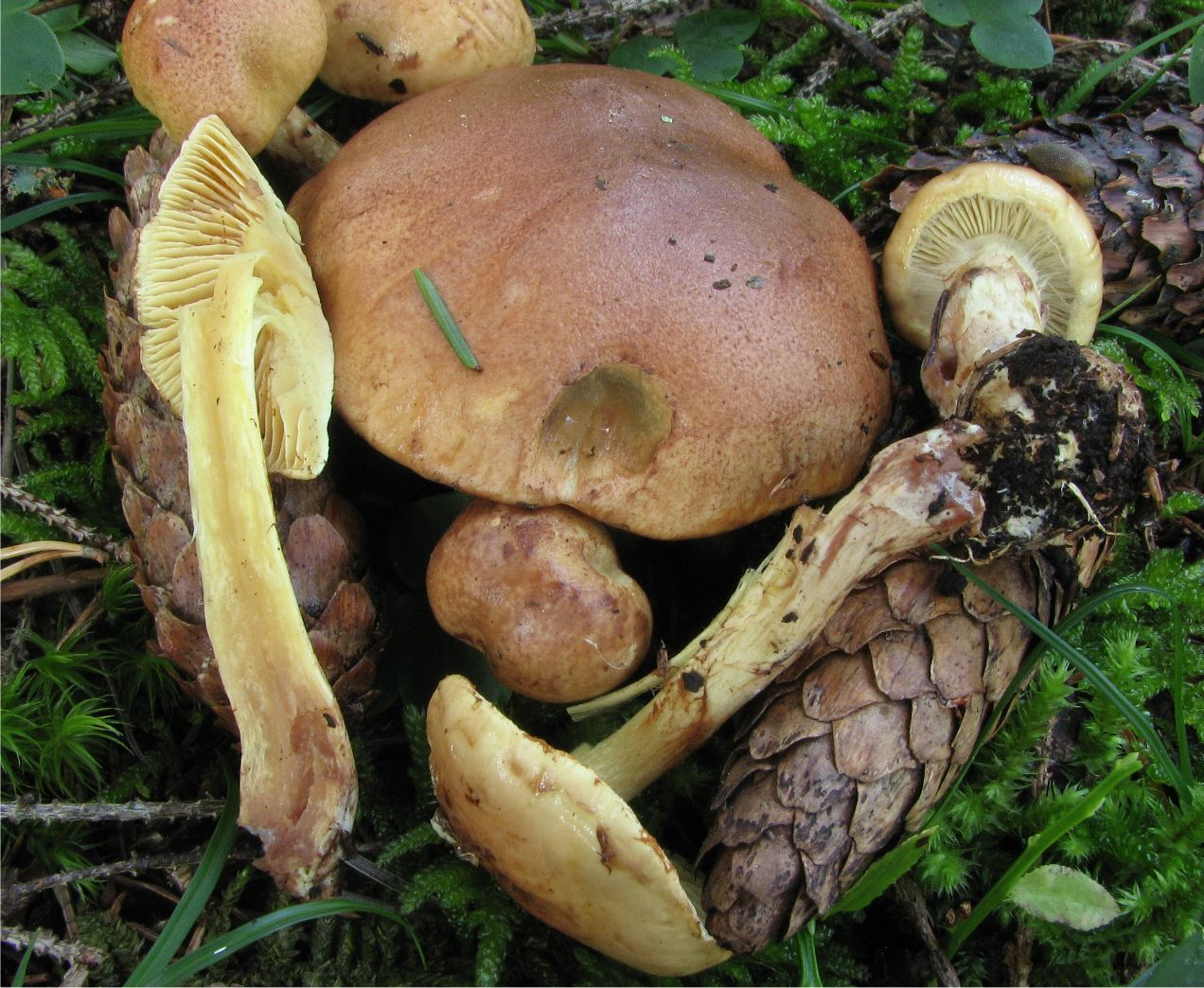
Cortinarius mussivus

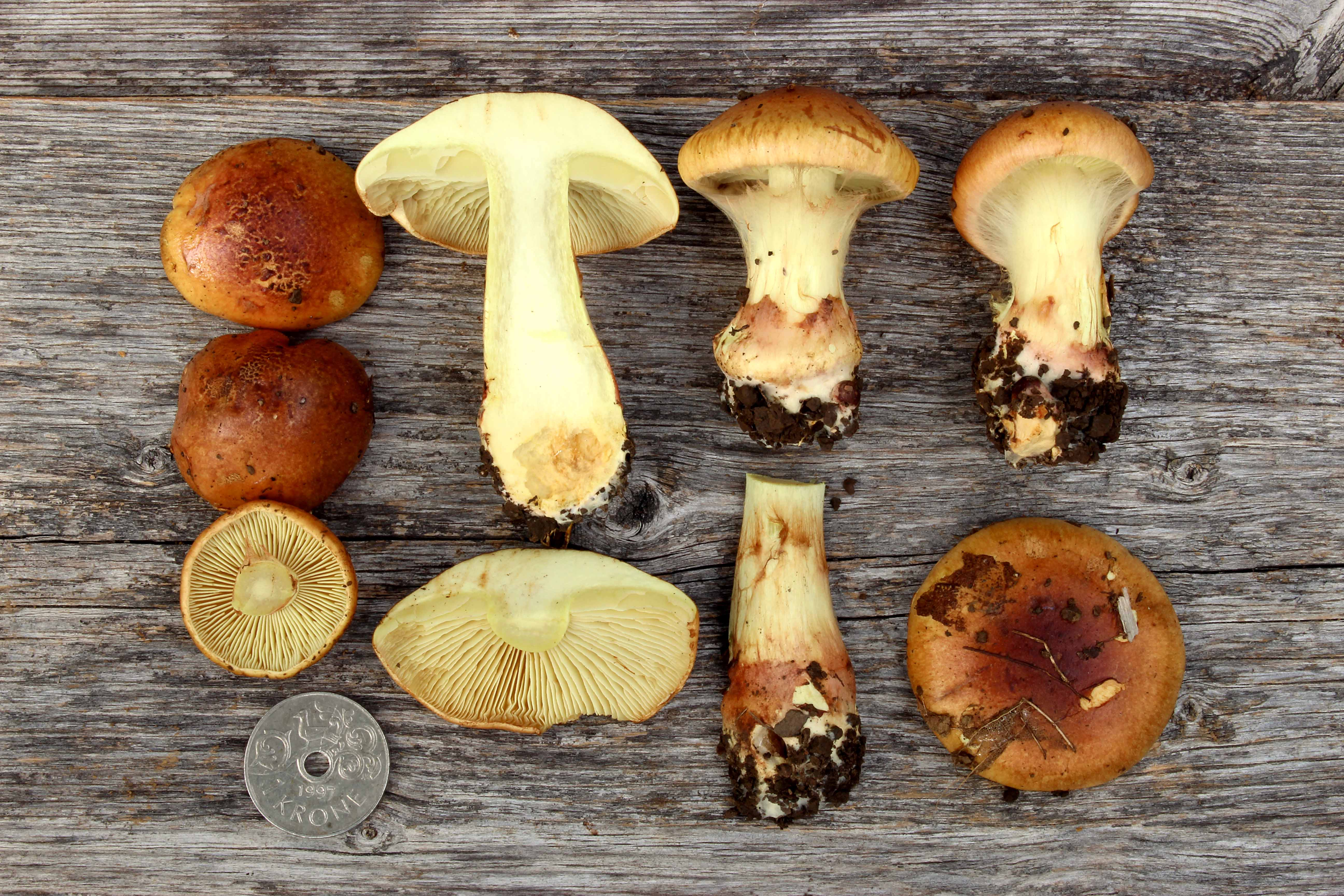
!Cortinarius nanceiensis!
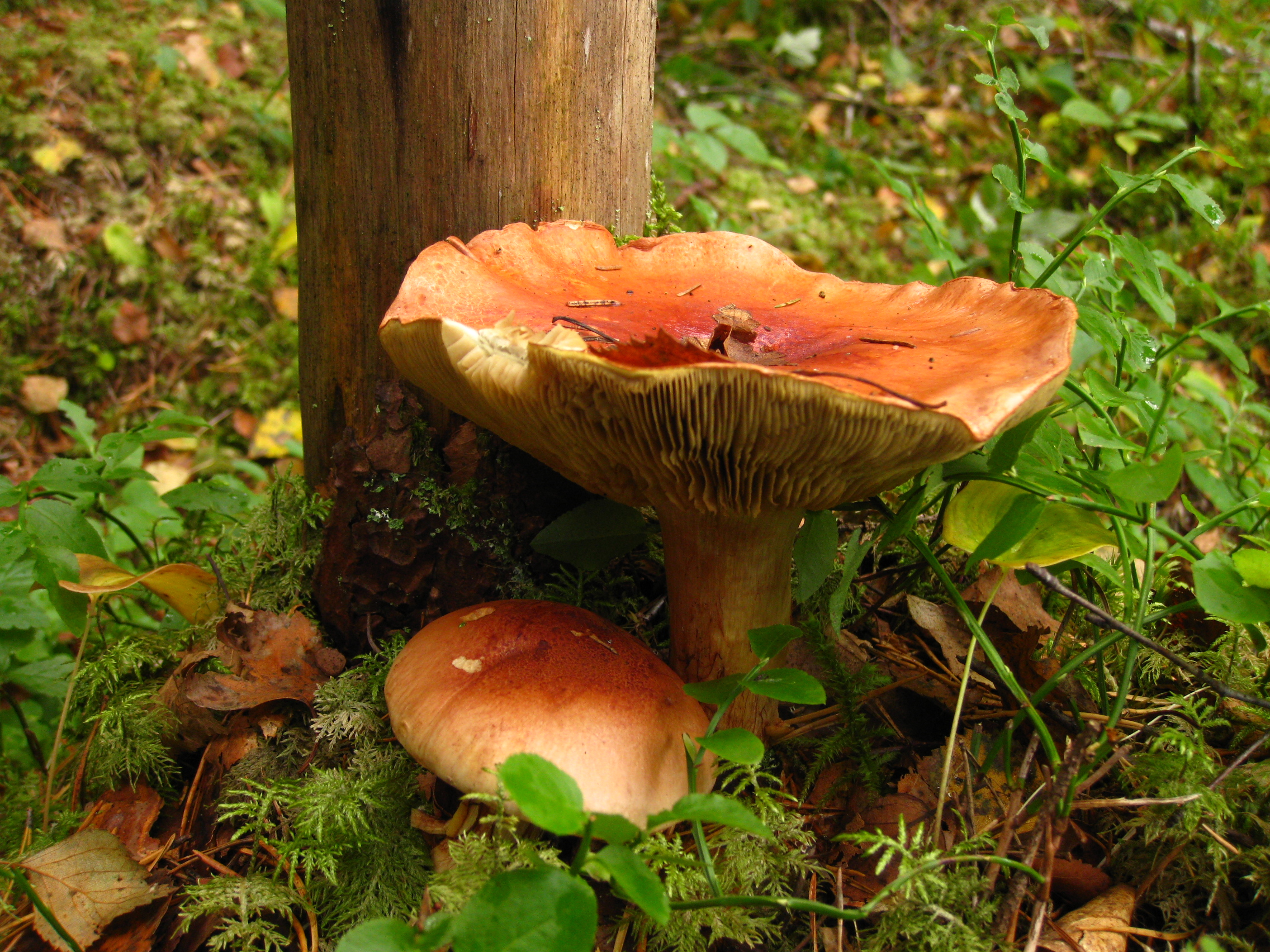
Cortinarius odorifer
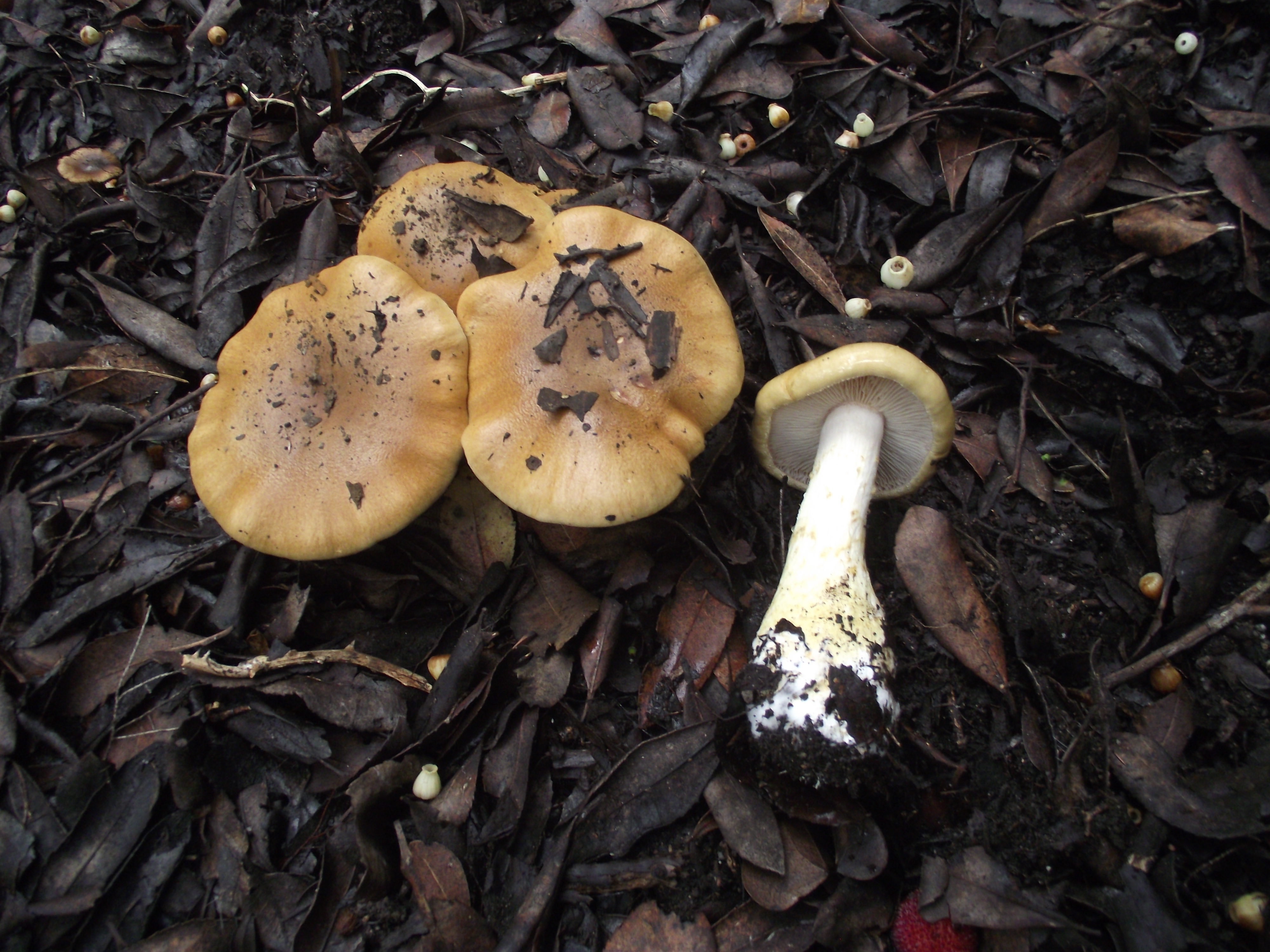
!Cortinarius olidus!
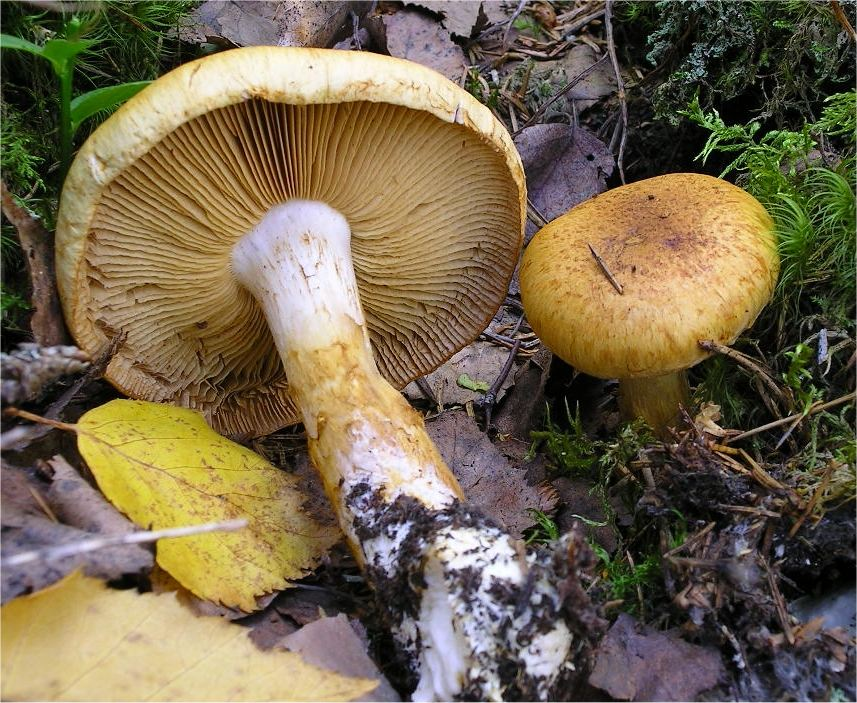
Cortinarius saginus
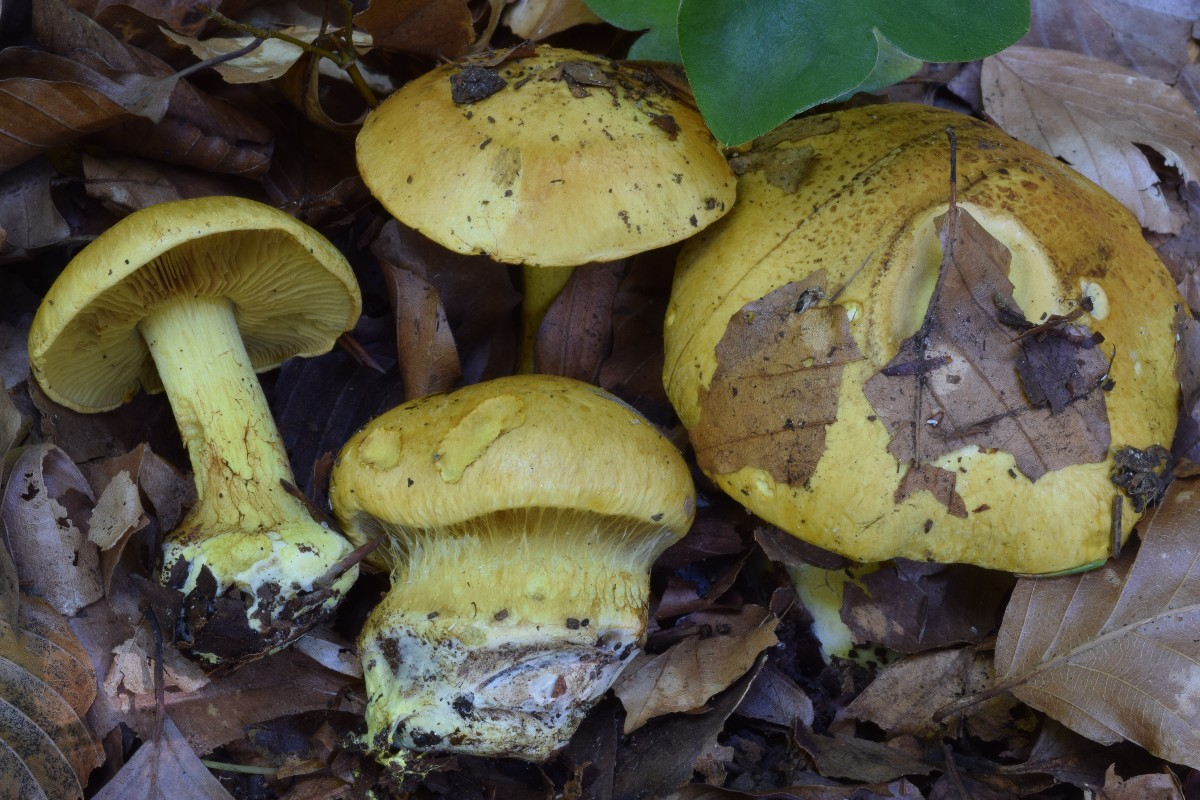
!!!Cortinarius splendens!!!

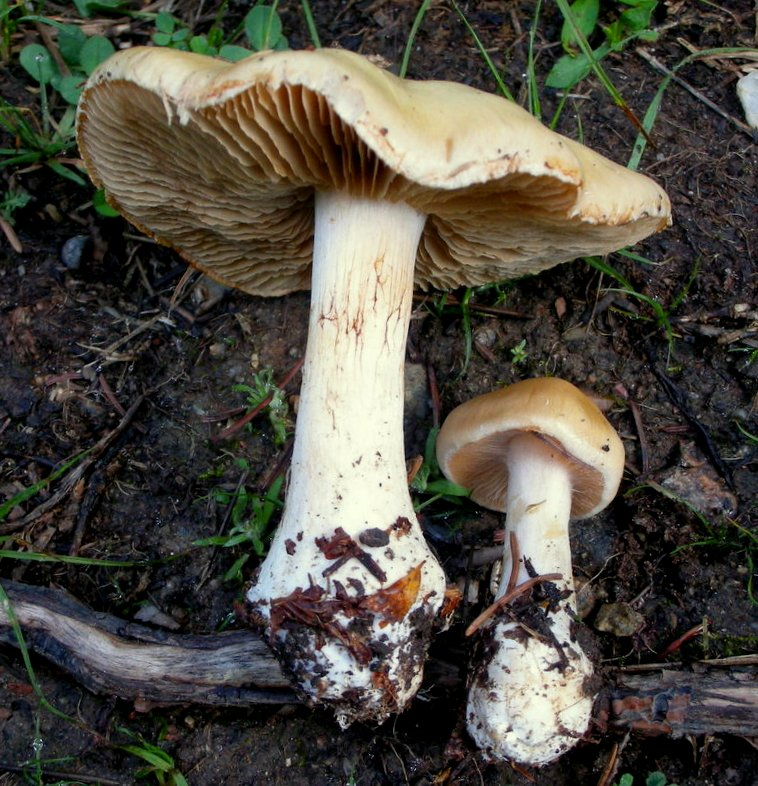
Cortinarius talus
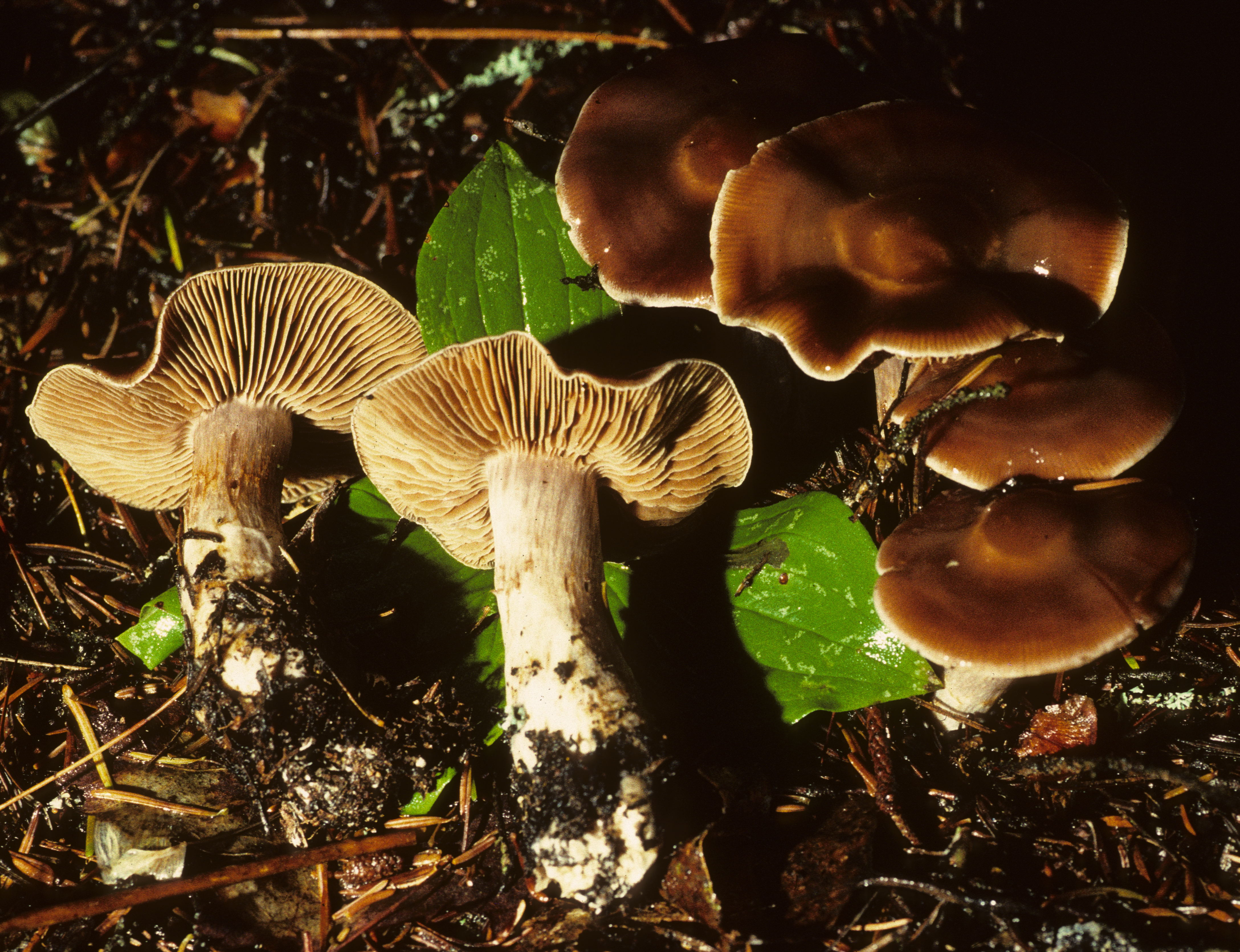
!Cortinarius triformis!
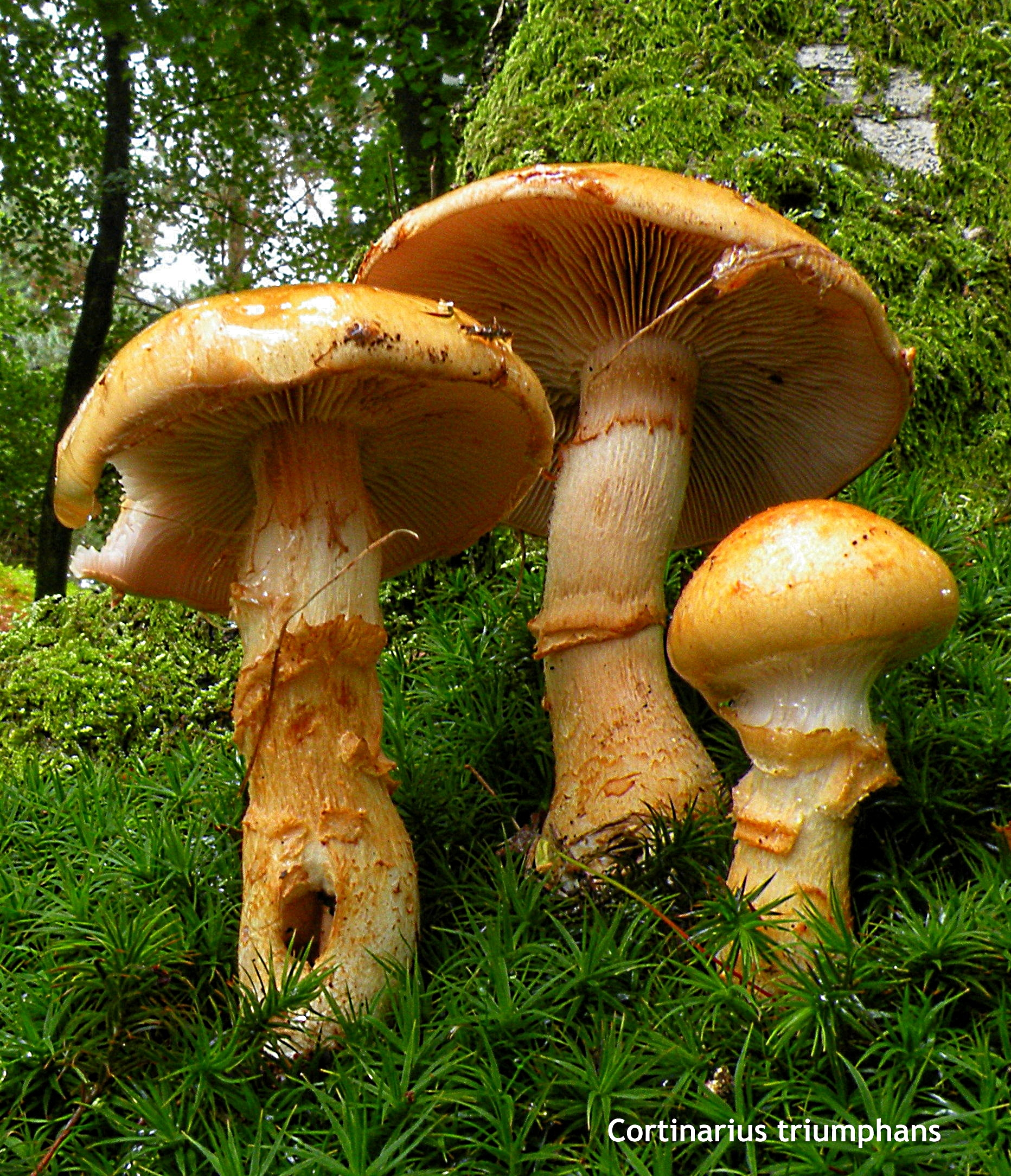
Cortinarius triumphans sin. Cortinarius crocolitus
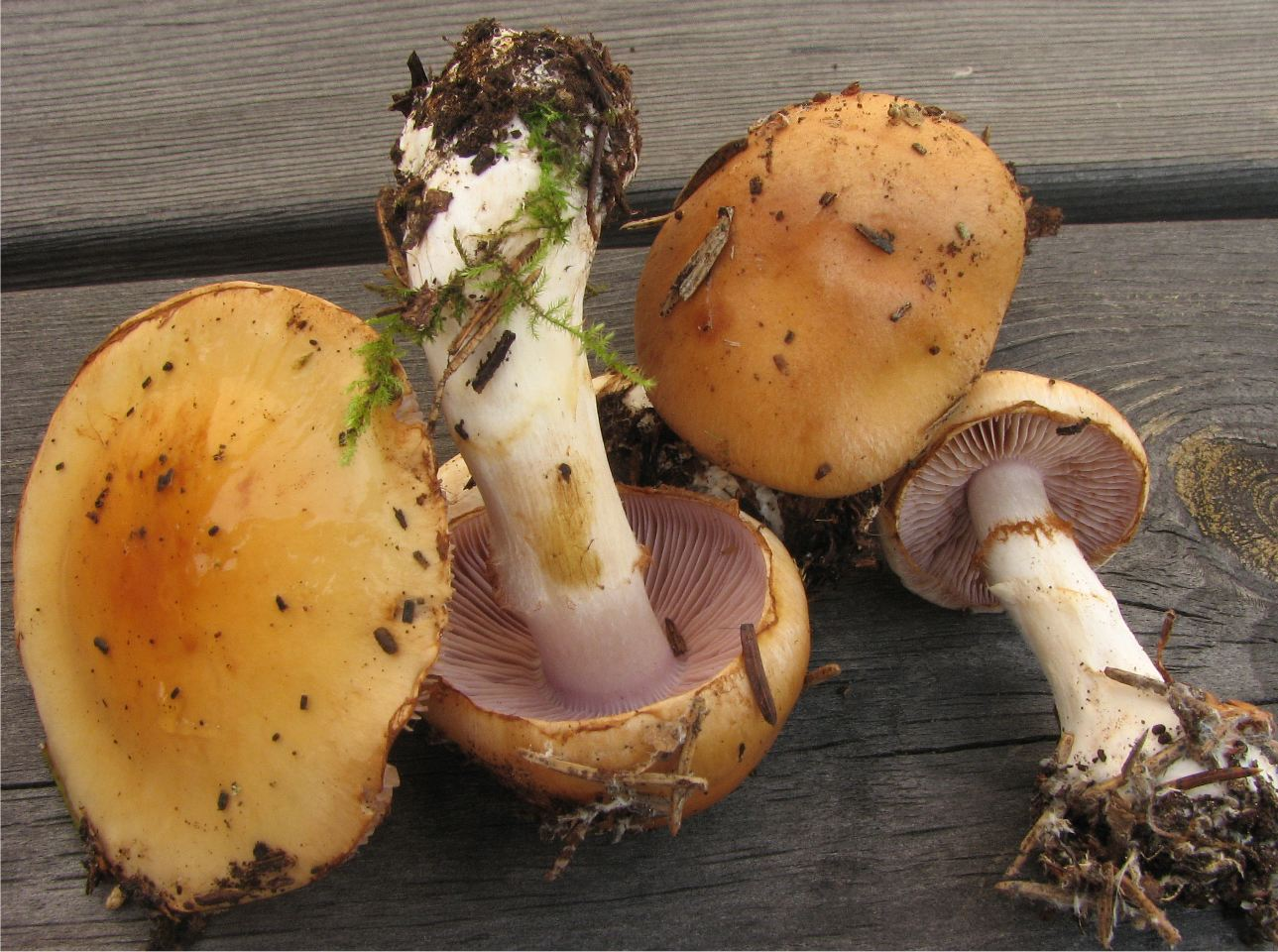
Cortinarius varius

## Valorificare
Cortinarius percomis este comestibil, dar de calitate culinară scăzută.